# AKB Idoling!!!
AKB Idoling!!! (AKBアイドリング!!!) est un groupe féminin de J-pop actif en 2009, collaboration ponctuelle entre les groupes AKB48 et Idoling!!!, composé de seize idoles japonaises : sept membres d'AKB48, une de SKE48, et huit d'Idoling!!!. Son unique single se classe 2e à l'oricon. Il contient trois titres : une chanson en commun par AKB Idoling!!! (Chū Shiyōze), une reprise par AKB48 du titre d'Idoling!!! Mote Kinōta, et une reprise par Idoling!!! du titre d'AKB48 Aitakatta. Mai Ōshima quitte AKB48 le 26 avril, puis AKB Idoling!!! le 1er juin 2009.

## Membres
| AKB48 - Tomomi Itano - Atsuko Maeda - Haruna Kojima - Tomomi Kasai - Erena Ono - Yūko Ōshima - Mai Ōshima SKE48 - Jurina Matsui | Idoling!!! - Mai Endo - Erika Tonōka - Erika Yazawa - Rurika Yokoyama - Hitomi Sakai - Nao Asahi - Ami Kikuchi - Hitomi Miyake |

## Discographie
Singles
- 2009.04.01 : Chū Shiyōze! (チューしようぜ！?)